# Saitidops albopatella
Saitidops albopatella är en spindelart som beskrevs av Bryant 1950. Saitidops albopatella ingår i släktet Saitidops och familjen hoppspindlar. Inga underarter finns listade i Catalogue of Life.